# Nothoprodontia boliviana
Nothoprodontia boliviana là một loài bọ cánh cứng trong họ Cerambycidae.